# Christian Jürgensen Thomsen
Christian Jürgensen Thomsen (Copenhaguen, 29 de desembre de 1788 – 21 de maig de 1865), va ser un arqueòleg danès, conegut sobretot per establir una de les primeres i més duradores perioditzacions del període prehistòric.
Malgrat no tenir formació acadèmica va ser escollit el 1816 com a director del Museu Nacional de Dinamarca a Copenhaguen. Des d'aquest càrrec i mentre organitzava i classificava les antiguitats per a l'exposició, va decidir presentar la humanitat cronològicament segons tres períodes: edat de pedra, edat del bronze i edat de ferro. Altres estudiosos havien proposat prèviament que la prehistòria havia avançat des d'una era d'eines de pedra, fins a edats d'eines de bronze i ferro, però aquestes propostes es presentaven com a sistemes d'evolució, que no permetien datar amb artefactes. Thomsen va refinar el sistema de les tres edats com un sistema cronològic en veure quins artefactes es van produir juntament amb altres artefactes de la mateixa troballa. D'aquesta manera, va ser el primer a establir una divisió basada en l'evidència de la prehistòria en períodes específics. Aquest èxit va conduir a ser acreditat com a originador del sistema de tres edats d'antiguitat europea.
Thomsen també va escriure un dels primers tractats sistemàtics sobre els bractats de l'or de les invasions bàrbares. L'estudi de artefactes de Thomsen dins del museu de Copenhaguen es va basar en connexions entre el canvi estilístic, la decoració i el context; va reconèixer la importància d'examinar els objectes de "la mateixa troballa", que li permetien determinar les associacions d'artefactes comuns durant diversos períodes (pedra-bronze-ferro). Els seus resultats van ser publicats al Ledetraad til Nordisk Oldkyndighed (Guia per a l'Antiguitat Escandinava) el 1836. Una traducció a l'anglès es va produir el 1848.

## Primers anys
Christian Jürgensen Thomsen va néixer a Copenhaguen el 1788 fill d'una rica família mercantil. Quan era jove, va visitar París i, una vegada que havia tornat a Dinamarca, es va interessar per la col·lecció de monedes. Això potser l'ha ajudat a desenvolupar la seva consciència del canvi estilístic a través del temps.

## Aportacions a l'arqueologia
El 1816 Thomsen va ser seleccionat pel vicari de la Comissió Reial Danesa per a la primera exposició de Col·lecció i Conservació d'Antiguitats. Atès que la publicació no estava disponible, els mitjans independents de Thomsen i la seva experiència com a col·leccionista de monedes eren les seves qualificacions primàries.
Probablement coneixia el model de les tres edats de la prehistòria a través de les obres de Lucreci, Vedel Simonsen, Montfaucon i Mahudel, i va decidir ordenar el material de la col·lecció de forma cronològica. Abans de Thomsen, això es podria haver fet ordenant mecànicament els artefactes d'acord amb els seus materials o el nivell d'artesania que exhibien, però com que la procedència de molts dels materials eren coneguts, es podia veure que es trobaven artefactes rudimentaris pulverulents i artefactes metàl·lics amb artefactes de pedra. En comptes d'adoptar un enfocament tecnològic o evolutiu simple, es va adonar que la tasca era determinar en quins períodes s'havien realitzat els artefactes.
Thomsen va decidir localitzar quins tipus de fenòmens es van produir en els sediments i quins, ja que això permetria discernir qualsevol tendència que fos exclusiva de determinats períodes. D'aquesta manera, va descobrir que les eines de pedra estaven relacionades amb l'ambre, la ceràmica i les micro-esferes de vidre, mentre que el bronze es trobava amb ferro i or, però només es trobava argent en relació amb el ferro. També va trobar que les armes de bronze no es produïen amb artefactes de ferro, de manera que cada període es podria definir pel seu material de tall preferit. També va trobar que els tipus de mercaderies funeràries variaven entre els tipus de sepeli: es van trobar eines de pedra amb cadàvers sense cremar i tombes de cambra de pedra, armes de bronze i lurs en relació amb tombes d'esquist de pedra i ferro amb tombes de cambra en túmuls. Quan els detractors van preguntar retòricament per què no hi havia "edat de vidre", Thomsen va respondre que els comptes de vidre es van trobar en els tres períodes, però els bols de vidre només a l'edat del ferro.